# Ejnar Tønsager
Ejnar Tønsager   (Oslo, 12 d'abril de 1888 - Oslo, 15 d'octubre de 1967) va ser un remer noruec que va competir a començaments del segle xx. Era germà del també remer Håkon Tønsager.
El 1908 va prendre part en els Jocs Olímpics d'Estiu de Londres, on quedà eliminat en sèries en la prova del vuit amb timoner del programa de rem. Quatre anys més tard, als Jocs d'Estocolm, va disputar la competició del quatre amb timoner del programa de rem. Quedà eliminat en semifinals i se li atorgà la medalla de bronze.